# 매복 광고
매복 광고는 스포츠 마케팅을 함에 있어 공식 스폰서가 아님에도 불구하고 소비자들에게 마치 공식스폰서인 것처럼 위장하여 고객들에게 홍보를 하는 전략이다. 앰부시 마케팅(Ambush marketing)이라고도 한다. 대표적인 예로, 한국의 SK텔레콤은 2002년 FIFA 월드컵 당시에, 월드컵 공식 후원 업체가 아님에도 불구하고 붉은 악마를 광고에 이용하여 월드컵과 관련이 있는 기업인 것처럼 소비자들에게 호소해 큰 효과를 거두었다.

## 같이 보기
- 게릴라 마케팅

1. ↑  “[시사경제용어사전] 앰부시 마케팅(Ambush Marketing)”. 2025년 3월 17일에 확인함.